# Koronis Rift
Koronis Rift est un jeu vidéo d’action et de stratégie développé par Lucasfilm Games. Initialement commercialisé sur Commodore 64 et Atari 8-bit en décembre 1985, le jeu est ensuite publié sur Amstrad CPC, Apple II, MSX, TRS-80 et ZX Spectrum. Le jeu se déroule en 2049 sur une planète anciennement habitée par une race d’extra-terrestres très avancées, les Anciens, ayant fui celle-ci à cause des radiations. Le joueur incarne un chasseur de trésor explorant cette planète à la recherche des artefacts et des technologies abandonnées par les anciens habitants de la planète,. Le jeu a été conçu par Noah Falstein et utilise une version avancée du moteur utilisant des fractales créé pour Rescue on Fractalus!.

## Accueil
| Koronis Rift   |      |       |
| Média          | Nat. | Notes |
| Computer Gamer | GB   | 58 %  |
| Crash          | GB   | 70 %  |
| Sinclair User  | GB   | 80 %  |
| Your Sinclair  | GB   | 90 %  |
| Zzap!64        | GB   | 96 %  |